# 医王寺 (羽生市)
医王寺（いおうじ）は、埼玉県羽生市にある真言宗智山派の寺院。

## 歴史
創建年代は不明であるが、証範によって開山された。第5代古河公方足利晴氏が当寺を祈願所としていることから、室町時代後期には既に存在していたものと推測される。同市の正覚院の末寺である。
1649年（慶安2年）、江戸幕府第3代将軍徳川家光より、寺領20石の朱印状が交付されている。
1732年（享保17年）、後西天皇の第11皇女徳巌理豊より扁額を賜っている。

## 交通アクセス
- 羽生駅より徒歩25分。